# Los Sims 3: ¡menuda familia!
Los Sims 3: ¡menuda familia! (anteriormente Los Sims 3: ¡vaya fauna de familia!") es la cuarta expansión del videojuego de simulación social Los Sims 3 a ser publicada el 3 de junio de 2011 por Electronic Arts.
En esta expansión se agregan nuevas acciones e interacciones para los Sims pertenecientes a la familia; por ejemplo, los niños pueden acceder a una casa en el árbol e invitar a sus amigos o tener amigos imaginarios; los adolescentes pueden gastarle bromas a otros Sims (se añade un nuevo "set de química") y tener la posibilidad de asistir al baile de graduación; los adultos pueden pasar por una crisis de madurez, así como muchas otras acciones disponibles como ir a bodas o reuniones sociales como despedidas de soltero.También pueden realizar actividades sexuales.
Según Scott Evans, director general, "Los Sims 3: ¡menuda familia! incluye nuevas experiencias de juego y ofrece novedosas formas de expresar la creatividad de tus Sims, desde bodas, crisis de la mediana edad, organizar despedidas de soltero y mucho más".
Además de esto, se implementará un nuevo sistema de cámaras que permitirá tomar fotos de los personajes y subirlas a la red Facebook para de esta manera compartirlas con los amigos.
- Datos: Q1987738